# Jaime Lerner
Jaime Lerner (Curitiba, 1937. december 17. – 2021. május 27.) lengyelországi zsidó származású brazil politikus, építész és várostervező. Három szakaszban is volt szülővárosa polgármestere, ezen időszakok alatt új buszokat vásároltak és buszmegállókat telepítettek, de ez csak kettő a várostervezőként is közreműködő politikus munkásságából. 1995 és 2002 között Paraná állam kormányzója volt.